# Neudorf (bei Schäßburg)

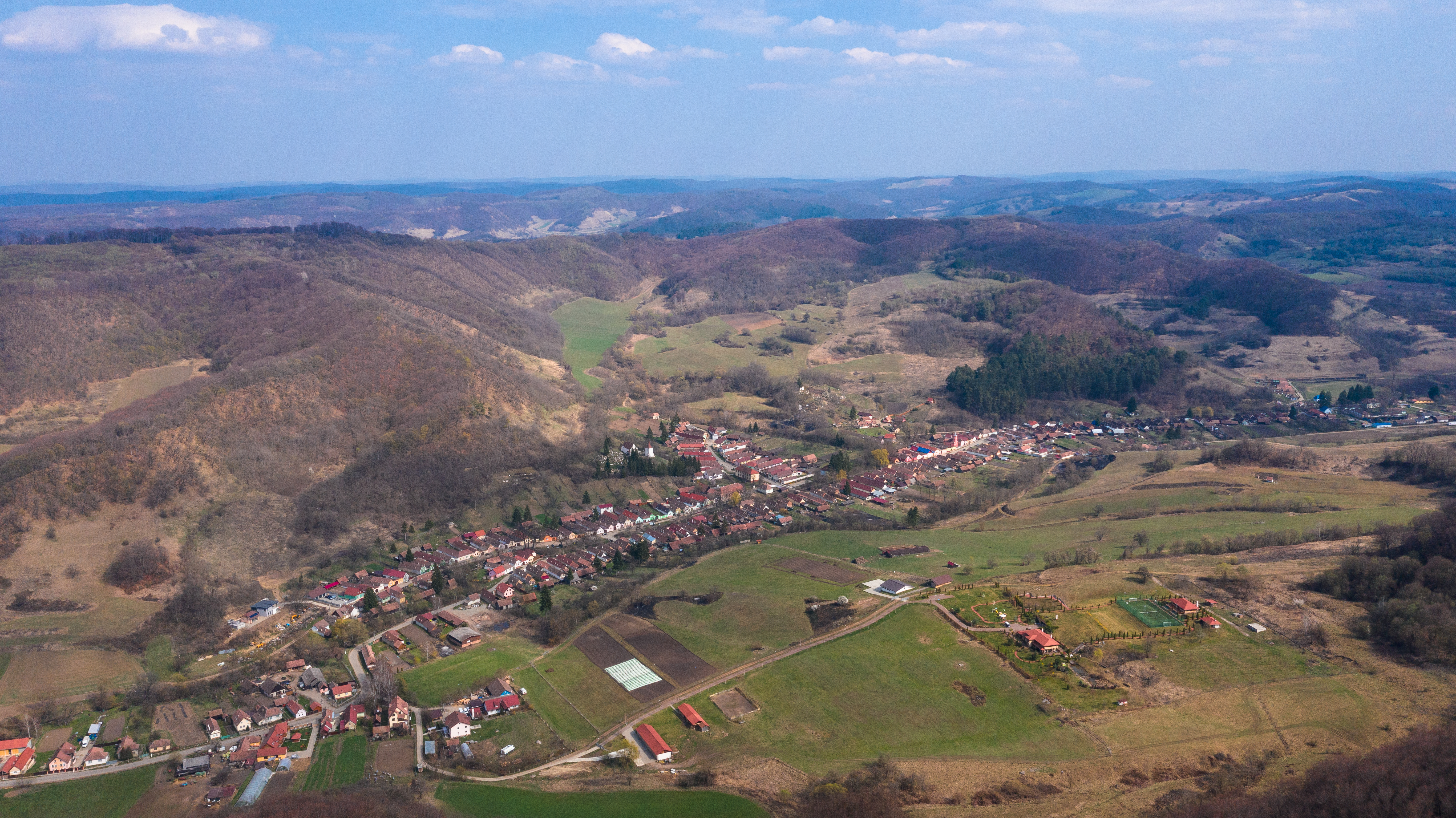
Nou Săsesc / Neudorf bei Schäßburg

Neudorf (rumänisch Nou Săsesc oder Noul Săsesc, ungarisch Apaújfalu oder Szászújfalu) ist ein Straßendorf nahe Sighișoara (Schäßburg) im Kreis Sibiu in der Region Siebenbürgen in Rumänien. Verwaltungsmäßig gehört Neudorf zur Gemeinde Laslea (Groß-Lasseln).

## Lage und Umgebung
Neudorf ist von niedrigen Hügeln umgeben und liegt inmitten einer für Siebenbürgen typischen Kulturlandschaft, die sich durch extensive und kleinskalige Landwirtschaft und hohe Artenvielfalt auszeichnet. Der Bach Laslea fließt durch Neudorf.

## Geschichte
Die früheste bekannte urkundliche Erwähnung stammt vom 7. August 1285, als Bischof Bartholomeus von Großwardein die Zoll- und Steuereinkünfte von Olazy, Neudorf und Sankt-Lorenz dem Großwardeiner Kapitel zusprach. 1322 teilt Woiwode Thomas die Besitzung Neudorf dem Komitat Weissenburg zu, 1340 erkannte die Provinzialversammlung des Hermannstädter Stuhls die Eigentumsrechte des im benachbarten Malmkrog ansässigen Apafi-Geschlechts an. Im Zuge des Siebenbürger Aufstandes von 1467 wurde Michael Apafi von Malmkrog von König Matthias Corvinus enteignet, erhielt seinen Besitz jedoch 1468 zurück. Die kleine, nicht befestigte Kirche mit ihrem einzeln stehenden Turm ist ins letzte Drittel des 15. Jahrhunderts zu datieren.

## Tourismus
Um die touristische Attraktivität der Region zu erhöhen, wurde sie mit einem Wanderwege-Netz ausgestattet. So verbindet  ein  markierter Wanderweg Neudorf mit dem Nachbarort Malmkrog (Mălâncrav).